# Mexicana Universal Durango
Mexicana Universal Durango (hasta 2016 llamado Nuestra Belleza Durango) es un concurso a nivel estatal en el estado Durango, México, que selecciona a la representante estatal rumbo al certamen nacional Mexicana Universal (antes llamado Nuestra Belleza México), aspirando así a representar al país a nivel internacional en alguna de las plataformas que se ofrecen.
La organización estatal ha logrado los siguientes resultados desde 1994:
- 2.ª Finalista: 1 (2003)
- Top 15/16: 4 (1996, 1997, 2011, 2013)
- Top 20/21: 2 (2004, 2005)
- Sin clasificación: 19 (1994, 1995, 1998, 1999, 2001, 2002, 2003, 2006, 2007, 2008, 2009, 2010, 2012, 2014, 2015, 2016, 2017, 2018, 2022)
- Ausencias: 3 (2000, 2019, 2021)

## Reinas Titulares
A continuación se presentan los nombres de las ganadoras anuales de Mexicana Universal Durango, enumeradas en orden ascendente, así como los resultados obtenidos durante el certamen nacional de Mexicana Universal. Así mismo se destacan en algún color las reinas estatales que representaron al país en alguna franquicia actual o que tuvo la organización nacional a través de los años.
| Franquicias actuales: - Compitió en Miss International. - Compitió en Miss Grand International. - Compitió en Miss Charm. - Compitió en Reina Hispanoamericana. - Compitió en Miss Orb International. - Compitió en Nuestra Latinoamericana Universal. | Antiguas franquicias: - Compitió en Miss Universe. - Compitió en Miss World. - Compitió en Miss Continente Americano. - Compitió en Miss Costa Maya International. - Compitió en Miss Atlántico Internacional. - Compitió en Miss Verano Viña del Mar. - Compitió en Reina de la Atlantida. - Compitió en Reina Internacional del Café. - Compitió en Reina Internacional de las Flores. - Compitió en Señorita Continente Americano. - Compitió en Nuestra Belleza Internacional. |

| Año                                                                      | Reina Titular                                                                           | Originaria                                                                              | Clasificación                                                                           | Premio Especial                                                                         | Notas |
| 2025                                                                     |                                                                                         |                                                                                         |                                                                                         |                                                                                         | |
| 2024                                                                     | Debido a cambios en las fechas del certamen nacional, no hubo elección estatal este año | Debido a cambios en las fechas del certamen nacional, no hubo elección estatal este año | Debido a cambios en las fechas del certamen nacional, no hubo elección estatal este año | Debido a cambios en las fechas del certamen nacional, no hubo elección estatal este año | Debido a cambios en las fechas del certamen nacional, no hubo elección estatal este año |
| 2023                                                                     | Andrea Berenice Núñez Muñoz (Renunció)                                                  | Durango                                                                                 | No Compitió                                                                             | -                                                                                       | - Reina del 453 Aniversario de la Ciudad de Durango 2016 - Reina de la Feria Nacional Durango 2016 - Reina del Festival Internacional del Mariachi, Charrería y Danza 2015                                                   |
| 2023                                                                     | Paola Rivas Barrera (Asumió)                                                            | Guadalupe Victoria                                                                      | Por Competir                                                                            |                                                                                         | - 1.ª Finalista en Mexicana Universal Durango 2023 - Compitió en Señorita Perla del Guadiana 2018 |
| 2022                                                                     | Paulina Ileana Flores Rodelo (Renunció)                                                 | Durango                                                                                 | No Compitió                                                                             | -                                                                                       | - |
| 2022                                                                     | Briseida Ayala López (Asumió)                                                           | Guanaceví                                                                               | -                                                                                       | -                                                                                       | - 1.ª Finalista en Mexicana Universal Durango 2022 - Top Model of the Universe México 2022 - Best Model of the World México 2019                                                                                             |
| 2021                                                                     | Paola Samantha Torres Hurtado                                                           | Santiago Papasquiaro                                                                    | No Compitió                                                                             | -                                                                                       | - |
| 2020                                                                     | Debido a la contingencia por la pandemia Covid-19, no hubo elección estatal este año    | Debido a la contingencia por la pandemia Covid-19, no hubo elección estatal este año    | Debido a la contingencia por la pandemia Covid-19, no hubo elección estatal este año    | Debido a la contingencia por la pandemia Covid-19, no hubo elección estatal este año    | Debido a la contingencia por la pandemia Covid-19, no hubo elección estatal este año |
| 2019                                                                     | Paulina Herrera Fallad                                                                  | Durango                                                                                 | No Compitió                                                                             | -                                                                                       | - Compitió en Miss F1 México 2015 - Top 15 en Nuestra Belleza México 2013 - Nuestra Belleza Durango 2013 - Primera México-libanesa nacida en Durango                                                                         |
| 2018                                                                     | Wendolin Esmeralda Chávez Martínez                                                      | Santiago Papasquiaro                                                                    | -                                                                                       | -                                                                                       | - Embajadora en Señorita Perla del Guadiana 2017 |
| 2017                                                                     | Idaly Ayala Anaya                                                                       | Guanaceví                                                                               | -                                                                                       | -                                                                                       | - Compitió en Señorita Perla del Guadiana 2017 |
| Hasta el año 2016 el titulo estatal fue nombrado Nuestra Belleza Durango |                                                                                         |                                                                                         |                                                                                         |                                                                                         | |
| 2016                                                                     | Iraís Alexandra Maldonado Gallardo                                                      | Nazas                                                                                   | -                                                                                       | -                                                                                       | - Señorita Perla del Guadiana 2016 - Señorita Juventud 2013 |
| 2015                                                                     | Viveck Nevárez Marín                                                                    | Nuevo Ideal                                                                             | -                                                                                       | -                                                                                       | - |
| 2014                                                                     | Gisela Yeraldi Barraza Barraza                                                          | Santa María del Oro                                                                     | -                                                                                       | -                                                                                       | - Face of Beauty International 2015 - Face of Beauty México 2015 - Princesa de la Feria Nacional Durango 2011 |
| 2013                                                                     | Paulina Herrera Fallad                                                                  | Durango                                                                                 | Top 15                                                                                  | -                                                                                       | - Mexicana Universal Durango 2019 - Compitió en Miss F1 México 2015 - Primera México-libanesa nacida en Durango |
| 2012                                                                     | Ana Victoria Alexandra Sánchez Soto                                                     | Durango                                                                                 | -                                                                                       | -                                                                                       | - |
| 2011                                                                     | Mónica Ivette Ayala Venegas                                                             | Durango                                                                                 | Top 15                                                                                  | Premio Académico Mejor Traje Típico                                                     | - |
| 2010                                                                     | Vanessa Crispín Herrera                                                                 | Gómez Palacio                                                                           | -                                                                                       | -                                                                                       | - |
| 2009                                                                     | Marcela Máynez Núñez                                                                    | Gómez Palacio                                                                           | -                                                                                       | -                                                                                       | - Reina de la Feria Nacional de Durango 2009 |
| 2008                                                                     | Margarita Favela Fragoso                                                                | Santiago Papasquiaro                                                                    | -                                                                                       | -                                                                                       | - Sobrina de María Guadalupe Favela Nuestra Belleza Durango 1994 - Sobrina de María Concepción Favela Señorita Durango 1990 - Sobrina de Laura Favela Señorita Durango 1988 - Sobrina de Marlene Favela actriz de televisión |
| 2007                                                                     | Dulce María Esparza Chaidez                                                             | Durango                                                                                 | -                                                                                       | -                                                                                       | - |
| 2006                                                                     | Dulce María Félix Piña                                                                  | Durango                                                                                 | -                                                                                       | -                                                                                       | - |
| 2005                                                                     | Arlene Nevárez Ortega                                                                   | Durango                                                                                 | Top 20                                                                                  | -                                                                                       | - |
| 2004                                                                     | Vanessa Zaldívar Pérez-Arellano                                                         | Durango                                                                                 | Top 20                                                                                  | -                                                                                       | - |
| 2003                                                                     | Jiapsi Paola Bojórquez Martínez                                                         | Durango                                                                                 | 2.ª Finalista                                                                           | -                                                                                       | - Reina del 439 Aniversario de la Ciudad de Durango 2002 - Nació en Sonora |
| 2002                                                                     | Mayra Carrasco Alarcon                                                                  | Santiago Papasquiaro                                                                    | -                                                                                       | -                                                                                       | - |
| 2001                                                                     | Jennifer López Rateike                                                                  | Durango                                                                                 | -                                                                                       | -                                                                                       | - |
| 2000                                                                     | No se envió candidata este año                                                          | No se envió candidata este año                                                          | No se envió candidata este año                                                          | No se envió candidata este año                                                          | No se envió candidata este año |
| 1999                                                                     | Verónica Selene Garza Gamero                                                            | Durango                                                                                 | -                                                                                       | -                                                                                       | - |
| 1998                                                                     | Alejandra Fernández de Castro Sosa                                                      | Durango                                                                                 | -                                                                                       | -                                                                                       | - |
| 1997                                                                     | Karla Pescador de la Peña                                                               | Durango                                                                                 | Top 16                                                                                  | -                                                                                       | - |
| 1996                                                                     | Brenda Elena Alcantar Diaz                                                              | Durango                                                                                 | Top 16                                                                                  | -                                                                                       | - |
| 1995                                                                     | Esther Ileana Arreola López                                                             | Durango                                                                                 | -                                                                                       | -                                                                                       | - |
| 1994                                                                     | María Guadalupe Favela Ante                                                             | Gómez Palacio                                                                           | -                                                                                       | -                                                                                       | - Hermana de María Concepción Favela Señorita Durango 1990 - Prima de Laura Favela Señorita Durango 1988 - Prima de Marlene Favela actriz de televisión - Tía de Margarita Favela Nuestra Belleza Durango 2008               |

## Concursantes designadas
A partir del año 2000, se abrió la posibilidad de que los estados de la República tuvieran más de una candidata, esto como consecuencia de que algunos estados no enviaran candidatas por alguna razón. Las siguientes concursantes de Durango fueron invitadas a competir en el certamen nacional junto con la reina titular, obteniendo en algunos casos mejores resultados.

| Año  | Reina Titular               | Originaria | Clasificación | Premio Especial | Notas |
| 2008 | Patricia Castañeda González | Durango    | -             | -               | -     |
| 2003 | Karla María Ayala Ortiz     | Durango    | -             | -               | -     |